# Српско херпетолошко друштво „Милутин Радовановић”
Српско херпетолошки друштво "Милутин Радовановић" основано је 2007. године, када се у Србији окупило довољно афирмисаних и младих будућих стручњака свесних потребе за изучавањем батрахо - и херпетофауне на просторима Балкана. Осим теренских, фаунистичких и популационих истраживања, Друштво за циљ има едукацију што је могуће ширег круга заинтересованог становништва. Друштво тренутно броји 19 чланова. У досадашњим активностима доминирају популационе студије змија и корњача у Србији, Македонији и Црној Гори; укључено у истраживања у Хрватској и Босни и Херцеговини, одн. Републици Српској. Успоставили су плодотворну сарадњу са колегама из готово свих република бивше Југославије, као и са херпетолозима из Француске, Италије и других европских земаља. Та се сарадња огледа у размени знања и искустава, као и заједничком раду на истраживаним локалитетима.